# Vejby Sogn (Hjørring Kommune)
 For alternative betydninger, se Vejby Sogn. (Se også artikler, som begynder med Vejby Sogn)
Vejby Sogn er et sogn i Hjørring Søndre Provsti (Aalborg Stift).
I 1800-tallet var Sejlstrup Sogn anneks til Vejby Sogn. Begge sogne hørte til Børglum Herred i Hjørring Amt. Vejby-Sejlstrup sognekommune blev ved kommunalreformen i 1970 indlemmet i Løkken-Vrå Kommune.
I Vejby Sogn ligger Vejby Kirke.
I sognet findes følgende autoriserede stednavne:
- Stenvad Å (vandareal)
- Vangen (bebyggelse)
- Vejby (bebyggelse, ejerlav)
- Vejby Nørrehede (bebyggelse)
- Vejby Sønderhede (bebyggelse)